# Ba môn phối hợp tại Đại hội Thể thao Đông Nam Á 2017
Môn ba môn phối hợp thi đấu tại Đại hội Thể thao Đông Nam Á 2017 đã diễn ra tại Hồ Putrajaya.

## Danh sách huy chương
| Nội dung | Vàng                                | Bạc                                | Đồng                               |
| -------- | ----------------------------------- | ---------------------------------- | ---------------------------------- |
| Nam      | Nikko Bryan Huelgas · Philippines   | John Leerams Chicano · Philippines | Clement Chow Sheng Ren · Singapore |
| Nữ       | Marion Kim Mangrobang · Philippines | Maria Claire Adorna · Philippines  | Irene Chong See Win · Malaysia     |

## Bảng huy chương
Quốc gia chủ nhà
| 1       | Philippines (PHI) | 2 | 2 | 0 | 4 |
| 2       | Malaysia (MAS)    | 0 | 0 | 1 | 1 |
| 2       | Singapore (SGP)   | 0 | 0 | 1 | 1 |
| Tổng số | Tổng số           | 2 | 2 | 2 | 6 |